# Modèle 711
Le modèle 711 désigne le Mauser Modèle 1930.
Tout comme pour le Schnellfeuer, connue comme étant le modèle 712, la dénomination 711 ne correspond pas à une référence de la société Mauser. C'est la société Stoeger & Co., importateur de Mauser aux États-Unis, qui le nommera ainsi.
Le modèle 1930 se distingue des autres Mauser C96 par l'adoption de la sécurité dite « universelle ». Cette arme a été tout d'abord conçue avec un magasin fixe comme les Mauser C96 antérieurs (Mauser 190 « Type Universel »).
Les versions plus récentes adoptent pour la première fois les chargeurs amovibles qui seront utilisés sur le Schnellfeuer (Mauser M712 Schnellfeuer) qui se différencie du Modèle 1930 par sa capacité au tir automatique (rafale).
Le Mauser modèle 1930 est chambré en 7,63 × 25 mm Mauser. Il semble qu'un chambrage spécial en 8,15 mm ait été réalisé. Ce calibre n'a pas dépassé le stade des expérimentations.
Ce modèle ne semble pas avoir été chambré en 9 mm Parabellum, contrairement au Schnellfeuer.

## Fiche technique Mauser M711
- Munition : 7,63 Mauser
- Canon : 13 cm
- Longueur (avec crosse) : 29 cm (62 cm)
- Chargeur : 10/20 coups
- Masse à vide (avec crosse) : 1,13 kg (1,58 kg)